# Chilefilms
Chilefilms es una empresa cinematográfica y televisiva chilena. Fue inicialmente una empresa estatal, creada en 1942 por el gobierno de Juan Antonio Ríos, antes de su privatización definitiva en la década de 1980.

## Historia
El 28 de julio de 1942, en el gobierno de Juan Antonio Ríos y bajo el alero de la Corporación de Fomento de la Producción (CORFO), se publicó el decreto 2581 del Ministerio de Justicia que creó Chilefilms-Estudios Cinematográficos de Chile S.A. como empresa estatal, adquiriéndose los derechos de marca a los herederos de Salvador Giambastiani, quien había creado junto a Guillermo Bidwell y Luis Larraín en la década de 1910 la productora «Chile Film Co». La nueva empresa tenía por objetivo impulsar el cine chileno, produciendo filmes no solo para el público local sino también para el resto de América Latina, siguiendo como modelo el estilo de los estudios de Hollywood.
Sin embargo, el experimento fue un total fracaso, siendo muy poco rentable y caro para la CORFO y para el gobierno, en tiempos de inflación, la empresa sobrevivió de manera muy inestable hasta 1949, cuando la CORFO ordenó la desmantelación de sus estudios. La oposición de los medios fue crucial, por lo que la CORFO cedió y Chilefilms se mantuvo, pero esta vez en manos de privados. Chilefilms recuperó la inestabilidad y a mediados de los años 1960 retornó al Estado.
Chilefilms empezó a ser rentable y se mantuvo por décadas. Creó la división Video Chile S.A. (1985-2011), una distribuidora de películas chilenas y extranjeras en VHS (y posteriormente en otros formatos como DVD) que llegó a vender más de dos millones de copias en el país entre 2003 y 2007; tras su cierre, en 2011 surgió Cinecolor Films Chile, productora que distribuye películas en el cine.
En 1989, debido al programa económico de la dictadura militar de Augusto Pinochet, Chilefilms se privatizó totalmente, al igual que la mayoría de las empresas estatales creadas durante los gobiernos radicales. El 23 de octubre de 1990 sufrió un incendio que destruyó parte de sus dependencias y la mitad del archivo fílmico que poseía, consistente en noticiarios, documentales y películas.
Desde noviembre de 2011 fue propietaria de Cine Hoyts. El 6 de enero de 2015 fue vendida a la empresa mexicana Cinépolis.
En la actualidad, Chilefilms es la empresa más grande e importante de producción televisiva en Chile, siendo proveedor habitual de todos los canales de televisión chilenos, incluyendo la prestación de servicios al TNT Sports para la transmisión del fútbol chileno. 
Desde 2020, en sus estudios se realiza la operación de la señal ESPN Chile.
El estudio N°1 de Chilefilms lleva el nombre de Sonia Fuchs, en honor a la fallecida productora general del Área Dramática de TVN.[cita requerida]
Durante mucho tiempo, Chilefilms fue usado como estudios de La Red y esto terminó en abril de 2014, cuando dicha cadena televisiva inauguró sus propios estudios en Macul.

## Filmografía
| Año  | Película o programa                       | Director              |
| ---- | ----------------------------------------- | --------------------- |
| 1944 | Romance de medio siglo                    | Luis Moglia Barth     |
| 1945 | Amarga verdad                             | Carlos Borcosque      |
| 1945 | La casa está vacía                        | Carlos Schlieper      |
| 1946 | La dama de la muerte                      | Carlos Christensen    |
| 1946 | Tormenta en el alma                       | Adelqui Millar        |
| 1946 | El Padre Pitillo                          | Roberto Ribón         |
| 1946 | El diamante del maharajá                  | Roberto Ribón         |
| 1946 | El hombre que se llevaron                 | Jorge Délano          |
| 1947 | La dama de las camelias                   | José Bohr             |
| 1947 | El último guapo                           | Mario Lugones         |
| 1949 | Esperanza                                 | Francisco Mugica      |
| 1951 | El último galope                          | Luis Alfredo Morales  |
| 1952 | El ídolo                                  | Pierre Chenal         |
| 1967 | Juani en Sociedad                         |                       |
| 1973 | Palomilla brava                           |                       |
| 1973 | Abastecimiento                            |                       |
| 1974 | Gracia y el forastero                     | Sergio Riesenberg     |
| 1977 | Chile... y su verdad                      | Aliro Rojas Beals     |
| 1978 | Jappening con ja                          |                       |
| 1983 | El último grumete                         |                       |
| 1989 | Los Venegas                               |                       |
| 1990 | ¡Viva el novio!                           | Gerardo Cáceres       |
| 1992 | Los agentes de la KGB también se enamoran | Sebastián Alarcón     |
| 2001 | Morandé con compañía                      | Martín Grass          |
| 2002 | Paraíso B                                 | Nicolás Acuña         |
| 2003 | Carga vital                               |                       |
| 2004 | Cachimba                                  | Silvio Caiozzi        |
| 2004 | Gente decente                             | Edgardo Viereck       |
| 2004 | Mujeres infieles                          | Rodrigo Ortúzar Lynch |
| 2008 | Solos                                     | Jorge Olguín          |
| 2008 | La buena vida                             | Andrés Wood           |
| 2012 | Caleuche: El llamado del Mar              | Jorge Olguín          |
| 2015 | El Bosque de Karadima                     | Matías Lira           |

## Telenovelas
| #              | Año            | Título                   | Eps.           | Emisión original                              | Productora ejecutiva | Canal          | Ref.           |
| Década de 2010 | Década de 2010 | Década de 2010           | Década de 2010 | Década de 2010                                | Década de 2010       | Década de 2010 | Década de 2010 |
| -------------- | -------------- | ------------------------ | -------------- | --------------------------------------------- | -------------------- | -------------- | -------------- |
| 1              | 2019           | Verdades ocultas         | 832            | 1 de enero de 2019 — 22 de junio de 2022      | Vania Portilla       | Mega           | [ 10 ]         |
| Década de 2020 |                |                          |                |                                               |                      |                |                |
| 2              | 2021           | Pobre novio              | 172            | 9 de agosto de 2021 — 7 de junio de 2022      | Vania Portilla       | Mega           |                |
| 3              | 2022           | La ley de Baltazar       | 221            | 7 de junio de 2022 — 10 de mayo de 2023       | Vania Portilla       | Mega           | [ 11 ]         |
| 4              | 2022           | Hasta encontrarte        | 98             | 22 de junio de 2022 — 12 de diciembre de 2022 | Vania Portilla       | Mega           |                |
| 5              | 2023           | Generación 98            | 179            | 5 de junio de 2023 — 22 de abril de 2024      | Vania Portilla       | Mega           | [ 12 ]         |
| 6              | 2024           | El señor de La Querencia | 78             | 17 de julio de 2024 — 5 de diciembre de 2024  | Vania Portilla       | Mega           | [ 13 ]         |
| 7              | 2024           | Los Casablanca           | —              | 3 de diciembre de 2024 —                      | Vania Portilla       | Mega           | [ 14 ]         |
| 8              | 2025           | Reunión de superados     | —              | agosto de 2025 —                              | Vania Portilla       | Mega           |                |